# Стокс (единица измерения)
Стокс (русское обозначение: Ст; международное: St) — единица кинематической вязкости, входящая в систему единиц СГС. Названа в честь Дж. Г. Стокса. В Российской Федерации стокс допущен к использованию в качестве внесистемной единицы без ограничения срока с областью применения «промышленность». Международная организация законодательной метрологии (МОЗМ) относит стокс к единицам измерения, «которые могут временно применяться до даты, установленной национальными предписаниями, но которые не должны вводиться, если они не используются».

## Определение
Один стокс равен кинематической вязкости, при которой динамическая вязкость среды плотностью 1 г/см³ равна 1 Пз. Кинематическая вязкость равна отношению динамической вязкости к плотности среды и дает понятие о вязкости среды в определенных условиях — под действием силы тяжести. Это связано с методом измерения вязкости в капиллярном вискозиметре, когда измеряется время вытекания жидкости из калиброванной ёмкости через отверстие под действием силы тяжести.
В Международной системе единиц (СИ) единицей измерения вязкости служит м²/с: 1 Ст = см²/с = 10−4 м²/с. На практике часто применяется в 100 раз меньшая единица — сантистокс (сСт, cSt): 1 сСт = 1 мм²/с = 10−6 м²/с

## Примерные вязкости некоторых веществ
| Вещество                    | Вещество                    | Вязкость, сСт |
| --------------------------- | --------------------------- | ------------- |
| Вода                        | Вода                        | 1,011         |
| Мазут топочный М-100        | при 80 °C                   | 118           |
| Мазут топочный М-100        | при 100 °C                  | 50            |
| Дизельное топливо при 20 °C | Дизельное топливо при 20 °C | 3—6           |
| Печное топливо при 20 °C    | Печное топливо при 20 °C    | < 8           |
| Судовое топливо IFO-380     | при 50 °C                   | 380           |
| Судовое топливо IFO-380     | при 100 °C                  | 35            |